# وادي ازوق (طور الباحة)

تعديل مصدري - تعديل

وادي ازوق هي إحدى قرى عزلة طور الباحة بمديرية طور الباحة التابعة لمحافظة لحج، بلغ تعداد سكانها 76 نسمة حسب تعداد اليمن لعام 2004.